# Jonathan Sagall

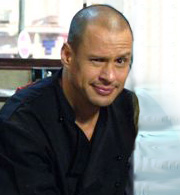
Jonathan Sagall (2008)

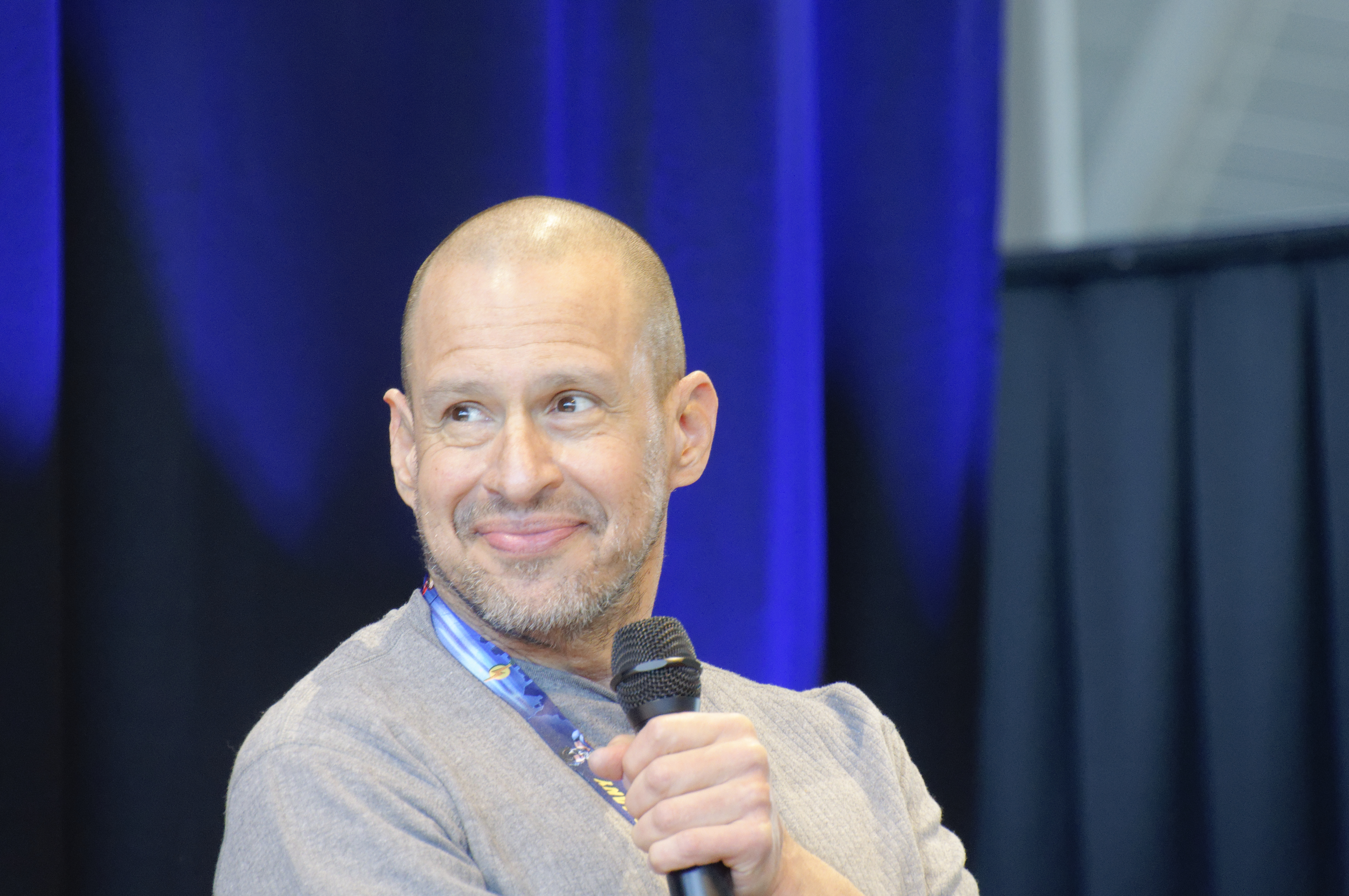
Jonathan Sagall auf der ComicCon 2021 in Stuttgart

Jonathan Sagall, auch Jonathan Segal, Jonathan Sagalle oder Yonatan Segal, (hebräisch יהונתן סגל; * 23. April 1959 in Toronto, Ontario) ist ein israelischer Schauspieler und Filmemacher.

## Leben
Sagall verbrachte seine ersten Lebensjahre in Kanada, bevor er mit seinen Eltern im Jahr 1962 nach Israel auswanderte. In Haifa verbrachte er seine Kindheit und Schulzeit. Seine Mutter, die Schauspielerin Ruth Sagall (1929–2021), wurde im Jahr 1963 Mitglied im neugegründeten Ensemble des Haifa Theater.
Im deutschsprachigen Raum wurde er vor allem durch seine Rolle des attraktiven Momo bzw. Bobby in der achtteiligen Erotikkomödie „Eis am Stiel“ bekannt, die von 1977 bis 1988 produziert wurde. Da er zwischenzeitlich Differenzen mit dem Regisseur der Filmreihe hatte, wirkte er im sechsten Teil (1985) nicht mit.
Mit seinem Lebensgefährten Amos Guttman (1954–1993) als Regisseur spielte er 1983 in dem Film Nagu'a einen schwulen Regisseur in einer Identitätskrise. Als der Film 1984 beim World Film Festival in Montreal gezeigt werden sollte, protestierte die israelische Regierung dagegen mit der Begründung, dass er aufgrund seiner Thematik nicht repräsentativ für die Kultur Israels sei. Für den 1987 durch ihn finanzierten Film Baba-It, eine Beziehungsgeschichte zweier schwuler Schriftsteller, schrieb er das Drehbuch.
In den 1990er-Jahren wendete sich Sagall verstärkt dem Theater zu und wurde festes Ensemblemitglied des Habima National Theatre in Tel Aviv. Er schrieb und inszenierte auch eigene Stücke, unter anderem Lea Goes out on the Streets (1993) und Cockroach (1994). Seine für die israelische Jugendzeitschrift Rosh Ehad entstandenen Kurzgeschichten Hugo Asparagus wurden zu einem Drehbuch verarbeitet. In dem 1993 produzierten Filmdrama Schindlers Liste von Steven Spielberg verkörperte er den Juden Poldek Pfefferberg. Zeitweilig war Sagall auch regulärer Drehbuchautor der israelisch-palästinensischen Version der Sesamstraße, welche erstmals im Sommer 1998 ausgestrahlt wurde.
Nach zwei Kurzfilmen führte er 1998 erstmals Regie bei dem Spielfilm Kesher Ir (internationaler Titel: Urban Feel). Er schrieb sowohl das Drehbuch, produzierte und spielte auch die Hauptrolle. Der Film gewann insgesamt vier Preise, drei davon in Israel.
2011 erhielt er für seinen Spielfilm Lipstikka eine Einladung in den Wettbewerb der Internationalen Filmfestspiele von Berlin.

## Filmografie
- 1978: Eis am Stiel (Eskimo Limon)
- 1979: Josef ...wie uns die Bibel berichtet (The New Media Bible: Book of Genesis: Joseph)[2]
- 1979: Eis am Stiel 2 – Feste Freundin (Yotzim Kavua)
- 1981: Eis am Stiel 3 – Liebeleien (Shifshuf Naim)
- 1982: Erinnerungen einer Liebe (Rememberance of Love)[3]
- 1982: Drifting (Nagu'a)
- 1983: Ha-Megillah '83
- 1983: Eis am Stiel 4 – Hasenjagd (Sapiches)
- 1984: Eis am Stiel 5 – Die große Liebe (Roman Za'ir)
- 1984: Die Libelle (The Little Drummer Girl)
- 1987: Eis am Stiel 7 – Verliebte Jungs
- 1988: Eis am Stiel 8 – Summertime Blues (Summertime Blues: Lemon Popsicle VIII)
- 1990: The End of Innocence
- 1992: Tropical Heat (Sweating Bullets), Fernsehserie
- 1993: Schindlers Liste (Schindler's List)
- 1995: New York Undercover (Fernsehserie)
- 1996: Deadly Takeover – Töten ist ihr Job (Deadly Outbreak)
- 1999: Urban Feel (Kesher Ir)
- 2003: Starhunter (Starhunter 2300), Fernsehserie
- 2007: Ha-Makom, Fernsehserie